# SMC2
SMC2 или белок структурной поддержки хромосом номер два (англ. Structural maintenance of chromosomes protein 2), также известный как хромосом-ассоцированный полипептид E — белок, который у человека кодируется геном SMC2. SMC2 входит в семейство SMC-белков и является основной субъединицей конденсина I и II, крупных белковых комплексов, участвующих в конденсации хромосом и их общей организации.
Несколько исследований показали, что SMC2 необходим для деления и пролиферации клеток.
Длина полипептидной цепи белка составляет 1197 аминокислот, а молекулярная масса — 135656 Да.

## Структура
Будучи одним из 6 эукариотических SMC-белков, SMC2 образует гетеродимер с SMC4 через их шарнирные домены. Образующийся гетеродимер функционирует как гибкое и динамичное ядро голокомплекса, который объединяется с другими регуляторными белками, не относящимися к SMC, образуя конденсин. В конденсине I SMC2 объединяется с CAP-H, CAP-D2 и CAP-G. В конденсине II SMC2 образует комплексы с CAP-H2, CAP-D3 и CAP-G2. Субъединицы CAP-H и CAP-H2 относятся к клейзиновым белкам, аналогичным Scc1, который присутствует в когезине, а CAP-D2, CAP-G, CAP-D3 и CAP-G2 содержат структурные HEAT-повторы.

Структура голокомплекса белков конденсина, в котором представлены гетеродимер SMC-2/SMC-4 и дополнительные субъединицы. Также изображен клейзин (синий).

## Функция
SMC2 работает в составе конденсинового комплекса как регулятор транскрипции, уплотняя реплицированную ДНК перед митотическим делением за счёт сверхспирализации ДНК. SMC2 также участвует в расхождении сестринских хроматид перед анафазой.

## Взаимодействия
Показано, что SMC2 взаимодействует с DNMT3B.

## Клиническое значение

### Синдром Корнелии де Ланге
Мутации в гене SMC2 были связаны с различными заболеваниями человека, включая синдром Корнелии де Ланге (CdLS), который характеризуется аномалиями развития, когнитивными нарушениями и рядом физических аномалий. Исследование показало, что делеция части длинного плеча 9-й хромосомы  (9q31.1-q32) вызывает симптомы, схожие с теми, что наблюдаются у пациентов с CdLS. Эта делеция перекрывает ген, кодирующий SMC2. С CdLS связано множество мутаций в различных генах, однако около 30 % случаев не были связаны ни с одним из известных генов. Проводятся дополнительные исследования для выявления других причин этого синдрома.

### Рак
Другие исследования показали, что изменения в экспрессии гена SMC2 могут быть вовлечены в развитие и прогрессирование рака. Было установлено, что сверхэкспрессия SMC2 приводит к онкогенезу и злокачественным новообразованиям. В настоящее время некоторые исследования изучают ингибирование SMC2 как потенциальную терапевтическую мишень для лечения рака, поскольку ингибирование экспрессии или активности SMC2 может привести к индукции клеточной смерти в раковых клетках.